# Kamenná chata pod Chopkom
Kamenná chata pod Chopkom (hovorově i Kamienka) je vysokohorská chata s celoročním provozem, nacházející se pod vrcholem Chopku na hlavním hřebenu Nízkých Tater v nadmořské výšce 2000 m. Je třetí nejvýše položenou chatou na Slovensku po Chatě pod Rysy a Téryho chatě ve Vysokých Tatrách.
Nachází se těsně pod vrcholem Chopku a původně sloužila jako kamenná ubytovna pro dělníky na stavbě lanovky. Samotná chata začala fungovat v roce 1996, v roce 2003 byla dobudována dřevěná terasa a o 3 roky později začala rozsáhlá rekonstrukce, během níž se vybudovalo podkroví. V současnosti nabízí ubytování pro 25 lidí ve společné noclehárně.
Chata má vynikající polohu, neboť je situována jen pár desítek metrů od vrcholové stanice lanovky a kolem chaty vede Cesta hrdinů SNP. Je ideálním místem pro odpočinek a doplnění zásob vysokohorských turistů při zimních i letních přechodech hřebenem Nízkých Tater.
Slouží jako cíl vysokohorských túr i východisko pro výstupy na nejvyšší hory pohoří (Ďumbier, Chopok, Dereše). Oblíbená je i mezi skialpinisty, pro které jsou v okolí ideální podmínky.

## Přístup
- Po  (turistická magistrála Cesta hrdinů SNP) z východu od Ďumbiera, resp. ze západu od Derešů
- Po  z Tále přes Trangošku
- Po  z Lukové